# Transporte marítimo

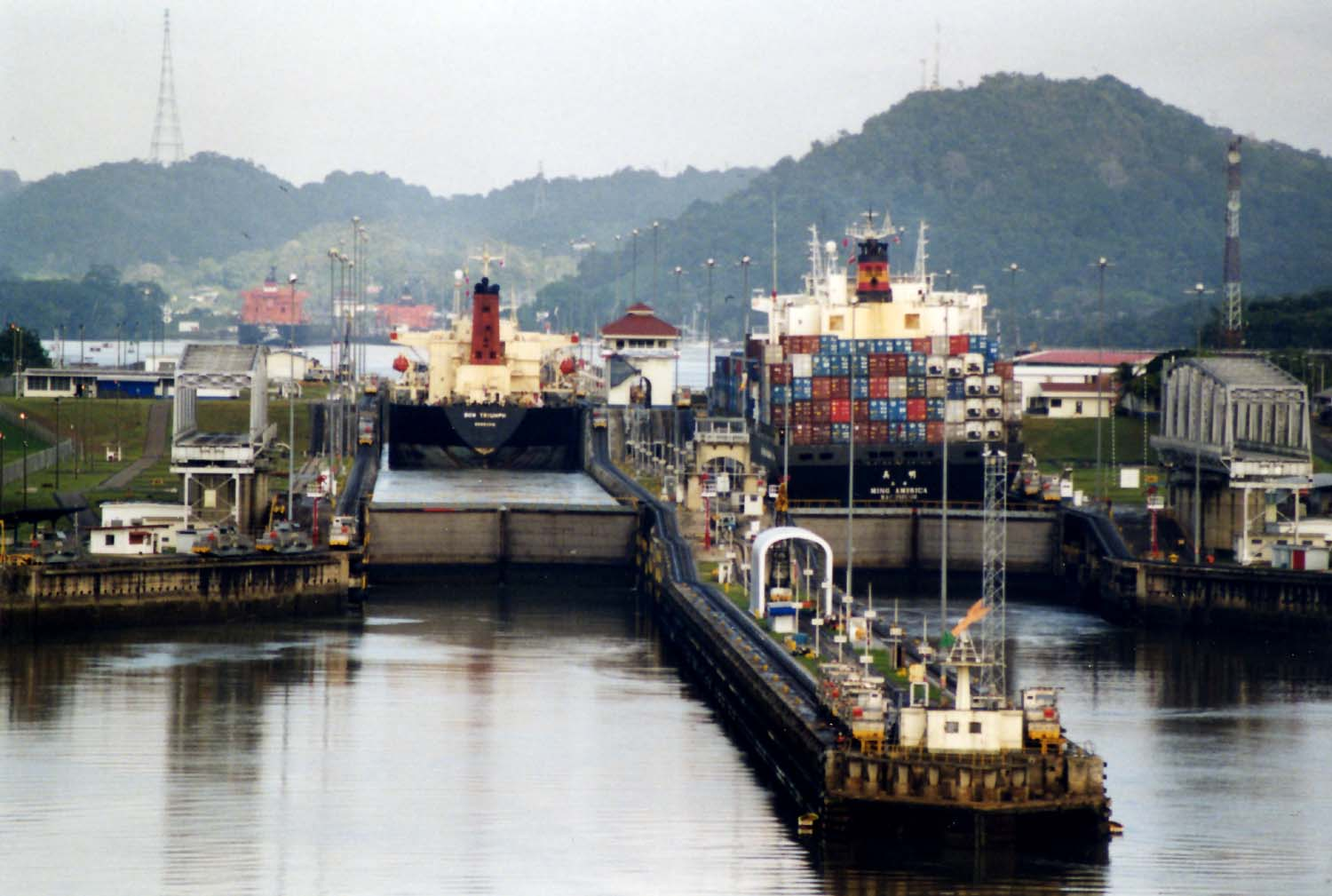
Figura 1. Navio atravessando o canal do Panamá nas comportas de Miraflores.

O transporte marítimo é o que utiliza como vias de passagem os mares abertos, para o transporte de mercadorias e de passageiros. O transporte fluvial usa os lagos e rios. Como o transporte marítimo representa a grande maioria do transporte aquático, muitas vezes é usada esta denominação como sinônimo.
Com o desenvolvimento da indústria automóvel e da aviação a importância do transporte marítimo decresceu ou seja foi reduzido, mas ainda assim é eficaz para curtas viagens ou passeios de lazer. Os navios já há muito que são utilizados para efeitos militares, tanto para formação, invasões, bombardeamentos, transporte de armamento e recursos como por exemplo os Porta-aviões.
O transporte marítimo pode englobar todo o tipo de cargas desde químico, alimentos, areias, cereais, minérios a automóveis e por ai adiante. A carga chamada carga geral é transportada em caixas, paletes, barris, contentores etc. Um dos meios de empacotamento de carga mais utilizados e que mais contribuiu para o desenvolvimento do transporte marítimo desde a década de 1960 é o uso de contentores. Existentes em tamanhos padronizados permitem o transporte de carga de uma forma eficiente e segura, facilitando o transporte e arrumação da carga dentro dos navios. Existem softwares especializados para o carregamento de contentores, divulgando informação sobre como e de que forma dispor a carga dentro dos contentores, optimizando espaço e cumprindo regras de transporte, por exemplo cargas leves em cima de cargas pesadas.

## História

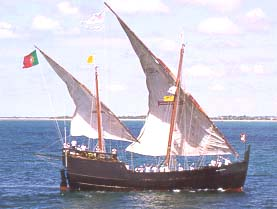
Figura 2. Caravela portuguesa Boa Esperança.

A navegação marítima nas épocas antigas, medieval e moderna (figura 2), foi o mais importante meio de difusão comercial e cultural. Foi pelo mar que os portugueses descobriram novos mundos, que os viquingues fizeram as suas conquistas e muito mais (ver: Navegação à vela). A história do barco é tão antiga quase como a do homem, antes de trabalhar a pedra o homem descobre que um tronco suficientemente grande é capaz de o fazer flutuar, depois com o evoluir da civilização, quem sabe cem, mil ou cem mil anos depois vai aprendendo maneiras de mudar a forma desse tronco tornando-o mais estável e melhor, chegando mais tarde a barcos e caravelas (Gomes, 2004).
Têm-se verificado inúmeros avanços na tecnologia de navegação desde a idade média, quando os navegadores mediam a altura (ângulo em relação à linha do horizonte) da estrela polar (no hemisfério norte) para saber a latitude usando o astrolábio, passando pelo advento do relógio utilizado para medir a longitude, até os dias de hoje, em que avançadas tecnologias, tais como o GPS e comunicação via satélite, são utilizadas para saber a localização e orientação de navios com precisão em qualquer hora ou situação meteorológica.
Um dos canais naturais mais longos e importantes para a travessia entre os oceanos Atlântico e Pacifico é o Estreito de Magalhães, descoberto em 1520 por Fernão de Magalhães, mas com a evolução da indústria e exigências cada vez maiores pelo mercado são necessárias infraestruturas cada vez mais sofisticadas, por exemplo os portos, como a construção de canais e diques para a uma mais rápida travessia de navios, um desses exemplos é o Canal do Panamá.
O Canal do Panamá (figura 1) é talvez o canal de ligação entre oceanos mais importante do mundo, tem 77 km de extensão interligando os oceanos Pacifico e Atlântico. Foi inaugurado a 15 de Agosto de 1914 e representou um triunfo estratégico e militar importantíssimos para os Estados unidos, visto que serviu de apoio à primeira guerra mundial. Revolucionou ainda os padrões do transporte marítimo até então utilizados e serve agora como uma das principais ligações marítimas entre Nova York e Califórnia.

## Vantagens e desvantagens
Vantagens:Permite deslocar cargas de maior tamanho e em maior quantidade com menores custos associados em comparação com o transporte aéreo ou terrestre para deslocações intercontinentais; custo do frete.
Desvantagens:
- pouca flexibilidade da carga;
- baixa velocidade de transporte;
- necessidade dos produtos transitarem nos portos/alfândega, implica um maior tempo de descarga;
- distância dos portos aos centros de produção;
- estragos ou perdas de carga. (Carvalho, 2002, p. 194).

## Marinha de comércio
A marinha de comércio é o ramo da marinha mercante, essencialmente, dedicado ao transporte de pessoas e de mercadorias. Muitas vezes a marinha de comércio é referida como "marinha mercante", no entanto, corretamente, este último termo é mais abrangente, incluindo também a marinha de pesca, a náutica de recreio e as atividades marítimas auxiliares.
Os navios estão sujeitos a regulamentações internacionais e nacionais, sobretudo no que diz respeito aos de marinha mercante (figura 3).
As duas principais organizações responsáveis são: a Organização Marítima Internacional (com influência em todo o mundo) e a Agência Europeia de Segurança Marítima.
As principais convenções internacionais estabelecidas para a marinha mercante são:
- Solas - Convenção Internacional para a Salvaguarda da Vida Humana no Mar, assinada em 1974;
- Marpol - Convenção Internacional para a Prevenção e a Poluição pelos Navios, assinada em 1973 e 1978;
- LL 66 - Convenção Internacional para as Linhas de Carga, assinada em 1969;
- Colreg - Convenção sobre o Regulamento Internacional para prevenir os Abalroamentos no Mar, assinada em 1972;
- STCW - Convenção Internacional sobre Normas de Formação, de Certificação e de Serviço de Quartos para os Marítimos, assinada em 1995;
- SAR - Convenção Internacional sobre a Busca e Salvamento Marítimo, assinada em 1975.

O pessoal
- Oficiais;
- Marinhagem.

Cada escalão abrange várias categorias e especialidades.
Os pilotos, os maquinistas e os radiotécnicos são formados na Escola Náutica Infante D. Henrique e estão incluídos no escalão dos Oficiais.
Os marítimos de cada categoria podem desempenhar funções de diferentes níveis conforme a dimensão do navio.

## Intervenientes no transporte
- Armador: é a entidade que se ocupa do transporte propriamente dito. Quer seja o proprietário, o explorador ou o simples fretador de um navio, a sua missão é a de transportar as mercadorias ou passageiros do ponto A ao ponto B através do mar, rios e lagos, a tempo e em segurança. Para manter a sua atividade está em ligação com numerosos outros intervenientes:
  - agentes que são intermediários, entre carregadores e transportadores de mercadorias;
  - pilotos que realizam operações portuárias;
  - seguradoras que oferecem seguro do navio, da carga e assumem a responsabilidade em caso de acidente.

Nos portos em que não está instalado o proprietário vai confiar estas tarefas a um agente
destinatário.
- Estivador: é o trabalhador que organiza as cargas para embarque e desembarque dos navios nos portos. Grande parte desta atividade hoje em dia já está automatizada, ainda assim é um trabalho perigoso. Exige o conhecimento tanto da carga como da maquinaria em questão, tornando-se num trabalho de condições físicas extremas;
- Transitário:A pessoa que trata do transporte da carga desde o fornecedor ao cliente. Ela seleciona as transportadoras necessárias. Está relacionado com o agente marítimo para a entrega de mercadorias;
- Organizações de reboque e pilotagem de portos: asseguram a boa navegação do navio dentro da área portuária;
- Seguradora marítima: segura o navio e a sua carga, e assume a responsabilidade em caso de acidente; Número IMO;
- Agente marítimo ou Agente de navegação: é o representante do armador nos portos onde o mesmo não tem delegações. É responsável pelas formalidades administrativas e ocupa-se de todos os assuntos antes da chegada de um navio e durante a sua estadia num porto (reboque, pilotagem, reparações, relações com as autoridades marítimas e portuárias, assuntos da tripulação e gestão da carga);
- Shiphandler : é a entidade que abastece os navios de produtos alimentares e de outros consumíveis.

## Responsáveis pela navegação
São todos os responsáveis que asseguram uma boa navegação assim como o bem estar dos tripulantes e passageiros. Podemos dividir assim a tripulação em algumas secções:
- No Convés encontram-se os responsáveis pela navegação e a manobra geral do navio:

1. Comandante (figura 4)
2. Imediato
3. Oficiais pilotos
4. Praticantes de piloto
5. Contramestre
6. Marinheiros

- Na Secção de máquinas de um navio estão os marítimos que operam e mantêm os sistemas de energia e de propulsão da embarcação:

1. Chefe de máquinas
2. Segundo oficial de máquinas
3. Oficiais maquinistas (figura 5)
4. Eletricistas
5. Mecânicos de bordo
6. Marinheiros-maquinistas
7. Ajudantes de maquinista

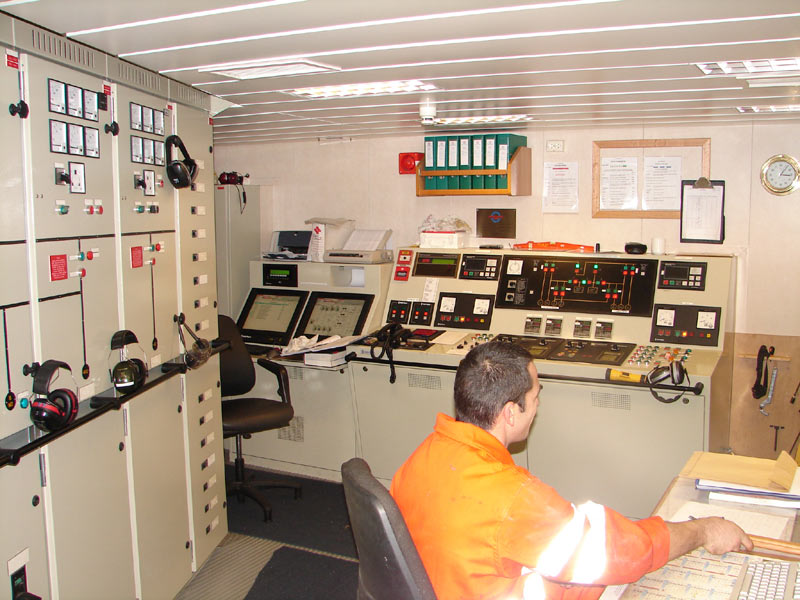
Figura 5. Oficial de máquinas no posto de controlo de máquinas de um navio.

- O Serviço das câmaras inclui os marítimos responsáveis pela gestão administrativa e financeira do serviço de passageiros, tripulação e do abastecimento do navio.

1. Chefe de comissariado
2. Oficiais comissários
3. Praticantes de comissário
4. Despenseiros
5. Cozinheiros
6. Ajudantes de cozinheiro
7. Empregados das câmaras

- Serviço de saúde. Fazem parte integrante deste serviço todo o pessoal médico e de enfermagem, responsável por assegurar a saúde de passageiros e tripulantes a bordo:

1. Médico
2. Enfermeiros

- Outros departamentos. Conforme o tipo de navio pode existir pessoal especializado noutros departamentos a bordo:

1. Empregados de hotel
2. Empregados de bar
3. Empregados de casino
4. Empregados de entretenimento
5. Empregados da segurança

Estes postos podem diferir consoante o tipo de Navio, tamanho e curso da rota (longo ou curto curso).

## Tipos de navios de transporte
Diversos tipos de navios são utilizados para o transporte marítimo. Podem ser distinguidos pelo tipo de propur, tamanhos, formas e o tipo de carga. As embarcações de recreio e de lazer utilizam ainda o vento como meio de propulsão, enquanto os navios de carga e outros navios utilizam motores de combustão interna. Em zonas de águas pouco profundas são normalmente utilizados barcos com um calado pequeno, como semirrígidos e hovercrafts, sendo estes últimos impulsionados por grandes hélices.
|                                                 | Navio tanque, Navios tanque assim como o Sabrina I são utilizados para o transporte de líquidos, cereais entre outras cargas, podendo carregar desde centenas a milhares de toneladas de carga. São facilmente reconhecíveis pelos seus grandes compartimentos a bordo com grandes comportas, construídas de forma a deslizarem para os lados para facilitar a entrada da carga nos compartimentos. |
|                                                 | Os Petroleiros são também navios-tanque mas geralmente para o transporte de líquidos como o crude,derivados do petróleo,gás natural, gás liquefeito, químicos, óleos, vinho. Podem transportar milhares de toneladas, embora sejam bastante importantes para a nossa indústria, são dos navios que mais problemas ambientais representam, como no caso do navio Prestige. |
|                                                 | Navios Frigoríficos são navios especializados em transporte de carga refrigerada, por exemplo medicamentos, alimentos entre outras cargas. |
|                                                 | Os Navio porta-contentores são navios que transportam a sua carga em contentores, normalmente empilhados segundo uma técnica conhecida como conteinarização. São normalmente impulsionados por grandes motores a diesel e uma tripulação que pode variar de 10 a 30 pessoas. São os navios que transportam a maioria da carga do mundo, visto que podem transportar quase todo o tipo de cargas. |
|                                                 | Cargueiros ro-ro, São navios de carga construídos para transportar cargas móveis assim como automóveis, atrelados ou vagões ferroviários. Têm a particularidade de a sua proa ou popa serem escotilhas que podem abrir de modo que a carga entre para o convés pelos seus próprios meios,enquanto navios mais pequenos como os ferries tem rampas de acesso. A terminologia RORO é normalmente aplicada para navios de maior porte.                                                                                                 |
|                                                 | Este tipo de Embarcações pequenas são utilizadas para transporte entre locais pouco distantes. Devido ao seu calado pouco profundo são utilizadas em locais com recifes ou com águas pouco profundas. Os navios com calados tem mais espaço na quilha podendo transportar cargas nesse espaço e conseguem uma maior estabilidade. |
| Independence of the seas em Turku na Finlãndia. | Os Navios de Cruzeiro assim como o MS Independence of the Seas, um dos maiores navios cruzeiro do mundo, pertencente à operadora Royal Caribbean International, são navios de transporte de passageiros utilizados para viagens de lazer. A própria viagem assim como as diferentes actividades a bordo proporcionam uma fantástica viagem. É considerada uma das maiores partes da indústria do turismo, transportando milhões de passageiros cada ano e dando assim uma grande oportunidade ao comércio situado perto dos portos. |
|                                                 | Cable layer são navios de alto mar utilizados para colocar cabos submarinos debaixo de água, como fibra óptica e outros tipos utilizados para telecomunicações ou electricidade. Podem ser controlados manualmente ou através de um sistema GPS que permite colocar os cabos segundo uma rota específica. Podem ser operados por vezes em condições meteorológicas más que mesmo assim o navio consegue colocar os cabos nas rotas certas.                                                                                          |
|                                                 | Os Rebocadores são barcos projectados para empurrar, puxar e rebocar barcaças ou navios em manobras complicadas, como no caso de atracagem ou desatracagem dos navios de grande porte. São caracterizados por ter pequeno porte, motores potentes e alta capacidade de manobra. |
|                                                 | As Dragas são utilizadas tanto para desassoreamentos de portos, leitos de rios ou passagens com o objectivo de recolher materiais para diferentes utilizações. Existem dragas para diferentes objectivos e de diversas capacidades e tamanhos. Geralmente junto à draga operam tanto uma chata como um rebocador, para recolha do material extraído. |
|                                                 | Os navios Semi-submersíveis como o MV Blue Marlin são navios utilizados para transporte de cargas de grande porte, nomeadamente embarcações, submarinos, plataformas-petrolíferas entre outros. Dispõe de tanques e bombas de água que injectam a água para dentro dos tanques de forma a o navio se afundar para permitir a entrada e saída da carga a transportar. |
|                                                 | Porta-aviões São navios de guerra utilizados para transporte de armamento militar assim como, aviões, tanques entre outros, cujo principal papel é servir de Base aérea móvel. São geralmente os maiores navios operados pela Marinha. Apenas nove países mantêm porta-aviões: Estados Unidos, França, Índia, Rússia, Espanha, Brasil, Itália, Tailândia, e Reino Unido. Sendo os Estados unidos o país com o maior número de porta aviões, 11 em serviço, o que representa uma grande projecção do pais como potencia militar.     |
|                                                 | As Balsas ou chatas são navios de fundo chato e com um calado pequeno de modo a se poderem deslocar em águas de pouca profundidade. São normalmente utilizados para transporte de areias, veículos e pessoas, sendo estes mais conhecidos por Cacilheiros . |

## Vida no mar
Antigamente os marinheiros viviam à margem da sociedade, com grande parte da sua vida gasta além do alcance da terra. Enfrentavam condições extremas e perigosas no mar. Para alguns, a atracção pelo mar é uma vida não sobrecarregada com as restrições da vida em terra. Alto mar, aventura e uma oportunidade de ver o mundo de outra forma apela a muitos marítimos.
Na Pesca do bacalhau, tudo era duplamente complicado, más condições, pouca comida, má dormida. Trabalhavam arduamente, com poucas horas de descanso durante meses a fio. A fragilidade das embarcações face as más condições climatéricas vividas ameaçava a vida dos tripulantes.
Quando os navios chegavam à Gronelândia os pescadores saíam em botes pela manhã cedo e só regressavam quase um dia depois ao navio, com ou sem peixe e uma pequena refeição. No navio, o bacalhau era preparado até às duas ou três da manhã. Às cinco ou seis horas retomava-se a mesma faina. Isto, dias e dias a fio, rodeados apenas de mar e céu.
A pesca do bacalhau realizada pelos pescadores portugueses na Terra Nova e Gronelândia, encontra-se intimamente associada à saga das navegações e descobertas, datando do século XIV.
Em 1504 havia na Terra Nova colónias de pescadores de Aveiro e de Viana do Minho. Em 1506 um dos principais portos bacalhoeiros era Aveiro.
Durante o reinado de D. Manuel I, Aveiro foi o porto que mais navios enviou para a Terra Nova, cerca de 60 naus. O período de dominação dos Filipes (1580-1640) quase levou à extinção da pesca do bacalhau. A recuperação da Pesca do Bacalhau só foi feita no século XIX, até lá, 90% do consumo interno do bacalhau era importado (Marques, 1997).

## Questões ambientais
O transporte marítimo é provavelmente o meio de transporte menos poluente por tonelada de mercadoria transportada.
Mas, segundo relatório da ONU, tendo em conta a quantidade e a qualidade do combustível vendido aos navios no mundo, o tipo de motor e tempo gasto navegando, a frota mercante mundial em 2007, emitiu 1,12 bilhões de toneladas de dióxido de carbono . O que representa 4,5% da quantidade de gases poluentes mundial (excluindo frotas militares, pesca e embarcações de recreio), comparando com os resultados de 2006 essa quantidade é equivalente ao total das emissões de dois países como a França num ano.
Isto faz com que a Marinha Mercante seja o quinto emissor de gases poluentes, embora muito atrás da aviação. O óxido nitroso (N2O) emitido pelos motores a diesel marítimos, é um poderoso gás com efeitos de estufa, é o quarto pior contribuidor para o efeito de estufa a seguir ao vapor de água (H2O), dióxido de carbono (CO2) e o gás metano (CH4).
A ICS (International Chamber of Shipping) reconhece que o cerca de 60 000 navios que eles representam são responsáveis por cerca de 10% das emissões de enxofre (S) e azoto (N).
Embora as emissões terrestres tenham decrescido acentuadamente desde 1990, as emissões provenientes dos transportes marítimos têm aumentado bastante.

## Acidentes e mitos
Embora o transporte marítimo seja bastante vantajoso existem porém alguns riscos, derivados de más condições meteorológicas, falhas técnicas ou erro humano. Existindo porém seguradoras de transporte, podem existir diversos problemas tanto na fase de atracagem/desatracagem, por exemplo problemas no sistema informático que impossibilite o carregamento de contentores, o que atrasaria o prazo de entrega de encomendas, acidentes de navegação com as embarcações.
- Prestige

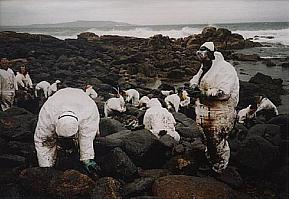
Figura 6. Voluntários limpando a costa da mancha negra deixada pelo Prestige.

A 13 de Novembro de 2002, o petroleiro Prestige construído em 1976, transportava 77 mil toneladas de combustível sofreu um rombo no casco ao largo do Cabo Finisterra e derramou nesse dia 5 000 toneladas de óleo-combustível para o oceano. A tripulação após o acidente abandonou o navio e este acabou por afundar-se no dia 19 de Novembro, a cerca de 240 km a oeste de Vigo.
Para prever as trajectórias das derivas das manchas de fuel, o Instituto Hidrográfico utilizou como ferramenta base o modelo DERIVA, desenvolvido na Divisão de Oceanografia. Este modelo considera basicamente a acção do vento sobre os objectos flutuando à superfície da água e a influência da agitação marítima (Pata, 2009). Com o passar do tempo o navio acabou por se partir em dois incrementando assim a mancha negra derramada .
A vasta zona que foi atingida por esta tragédia tem uma grande importância ecológica assim como uma notável indústria pesqueira (figura 6). Mesmo afundado o navio continuava a largar fuel-oil para o oceano e a incrementar a mancha negra que chegou a 50 km da costa francesa.
- Triângulo das Bermudas

Figura 7. Zona do Triângulo das bermudas.

Zona a sul das ilhas Bermudas onde muitos acreditam que as leis da física não se aplicam ao Triângulo das Bermudas e que este é um dos locais onde uma bússola não aponta para o norte magnético mas sim para o norte real (figura 7).
Ao longo do tempo verificaram-se inúmeros desaparecimentos de centenas de barcos e aviões na área do Oceano Atlântico entre Bermuda, Porto Rico e Fort Lauderdale. Um dos mais famosos desaparecimentos  aconteceu em Dezembro de 1945, quando o voo 19, constituído por cinco aviões bombardeiros da marinha Americana desapareceram misteriosamente durante um exercício de treino.
Existem várias explicações possíveis para os misteriosos desaparecimentos de navios inteiros, por exemplo a existência de grandes bolsas de gás que são comuns no leito do mar nesta área. Quando o gás sobe para a superfície dissolve-se na água diminuindo a flutuação e causando o naufrágio de navios. Outras causas prováveis poderiam ser as más condições climáticas assim como o elevado nível de metano no ar, o que o torna menos denso provocando assim perda de sustentação nos aviões (Triângulo das Bermudas, 2009).

## Infra-estruturas
Hoje em dia com a ajuda das tecnologias de informação e programas especializados tanto a carga como a descarga dos navios e muitas outras operações nos portos são feitas ou controladas por sistemas informáticos, o que facilita muito a disposição de cada contentor permitindo assim que a carga fique distribuída pelo navio e ao mesmo tempo de forma a ficar por ordem de desembarque.
Existem muitas infra-estruturas ligadas ao transporte marítimo:
- Porto

É uma área abrigada de correntes e ondas, localizada à beira de um oceano, mar, lago ou rio, destinada ao atracamento de barcos e navios. Contêm todas as instalações necessárias tanto ao movimento de cargas como de pessoas e em alguns casos terminais especialmente designados para acomodação de passageiros (figura 8). Utilizam estruturas como os quebra-mares e molhes para criar uma barreira a ondas e oferecer condições de segurança aos barcos atracados.
- Doca seca

É um recinto cavado, normalmente associado aos portos de forma a receber embarcações para vistorias, fabrico, limpeza ou construção (figura 9 e 15). No fundo da doca seca existem picadeiros onde assentam as quilhas das embarcações e as paredes laterais vão alargando para a parte superior de modo facilitar a circulação de pessoal e o escoramento das embarcações.
As docas secas estão ligadas à água por portas estanques, após a entrada da embarcação, estas portas são fechadas e a água é bombeada para fora da doca de modo a deixar a doca seca e livre para iniciar os trabalhos. No processo inverso para a saída das embarcações a água é bombeada até um nível que permita a abertura das portas sem que o caudal da entrada ponha em risco a estabilidade da embarcação dentro da doca.
- Ferry slip

É uma doca especializada para receber ferryboats. Permite carregar ou descarregar veículos ou carga das embarcações (figura 10). Pode ajustar-se a diferentes alturas da maré assim como ao tipo de carga transportada pelo ferry, por exemplo no caso de serem transportados vagões de comboio as Ferryslip terão carris de modo a se puderem deslocar os vagões.
- Marina

Pode ser considerada como um pequeno porto mas direccionada para embarcações de lazer (figura 11). São normalmente centros de lazer, pois tem zonas de restauração e alguns serviços portuários como lavagem de embarcações, venda de combustível e manutenção de embarcações.
- Faróis

É uma estrutura elevada, habitualmente uma torre (figura 12), dotada de potente fonte de luz de modo a ser visível a longas distâncias. Alguns construídos no meio de água outros em terra firme, servem para informar as embarcações em que direcção se encontra a costa. Variando a cor da luz e o período de intermitência da luz é possível saber de que farol se trata.
- Comportas

As comportas são dispositivos que permitem o isolamento de água (figura 13). O tabuleiro, componente principal da comporta, é um elemento móvel que serve de anteparo à passagem da água. Estão dotadas de um mecanismo de manobra hidráulico a abertura e fecho da comporta. Algumas comportas dispensam o uso de mecanismo de manobras e são movimentadas pela pressão hidráulica, como as dos tipos setor, tambor e telhado. Podem ser usadas em barragens, docas secas e canais.
- Diques

São obras de engenharia hidráulica com a finalidade de criar ou manter zonas de terra secas (figura 14). Podem ser feitos de cimento, terra ou de aglomeradode rochas. Actualmente os Países Baixos possuem a mais avançada rede de diques no mundo. O principal desafio dos diques é faze-los resistir às tempestades marítimas ou às enchentes no caso de rios.

## Galeria

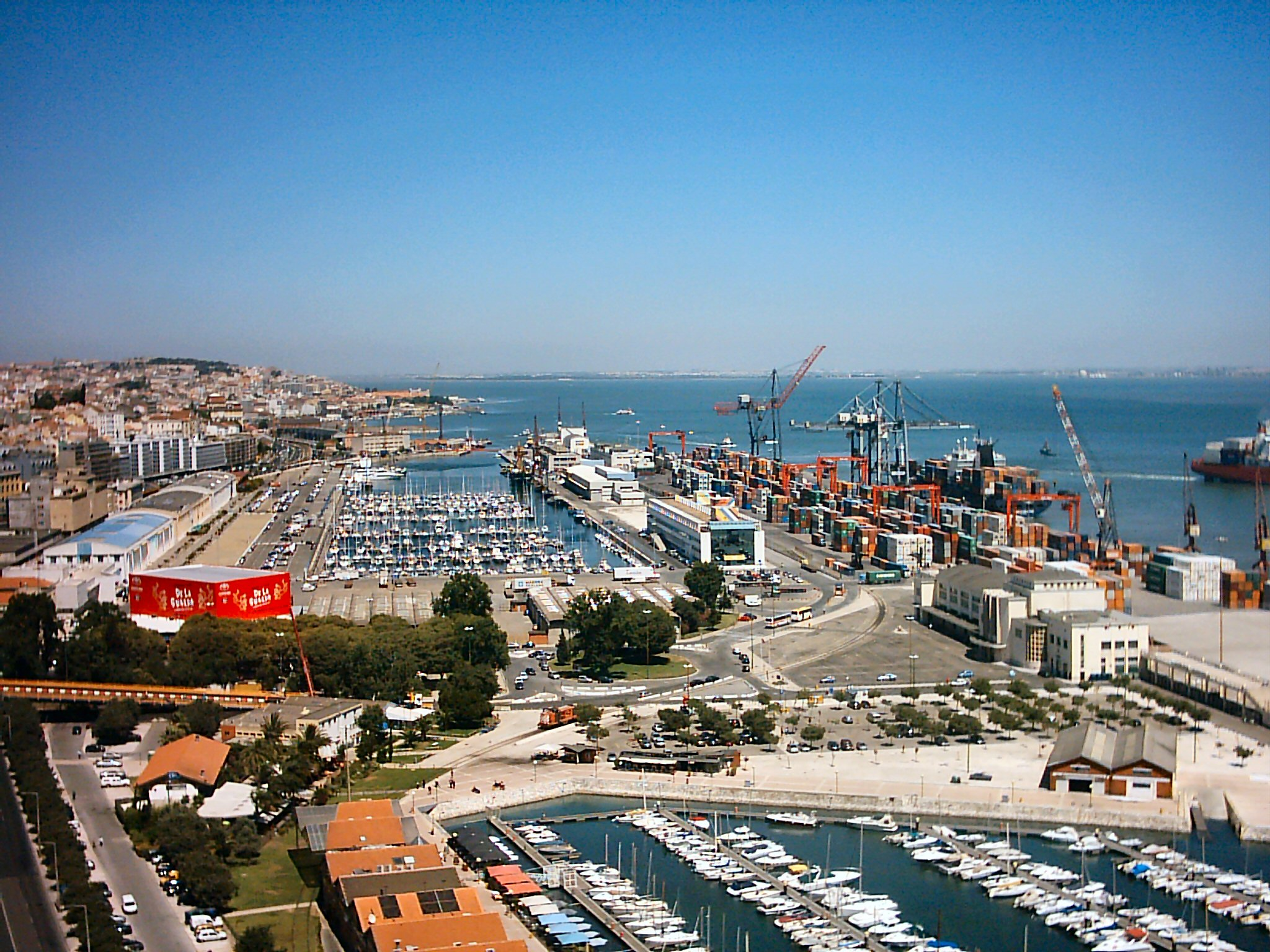
Figura 8. Porto de Lisboa
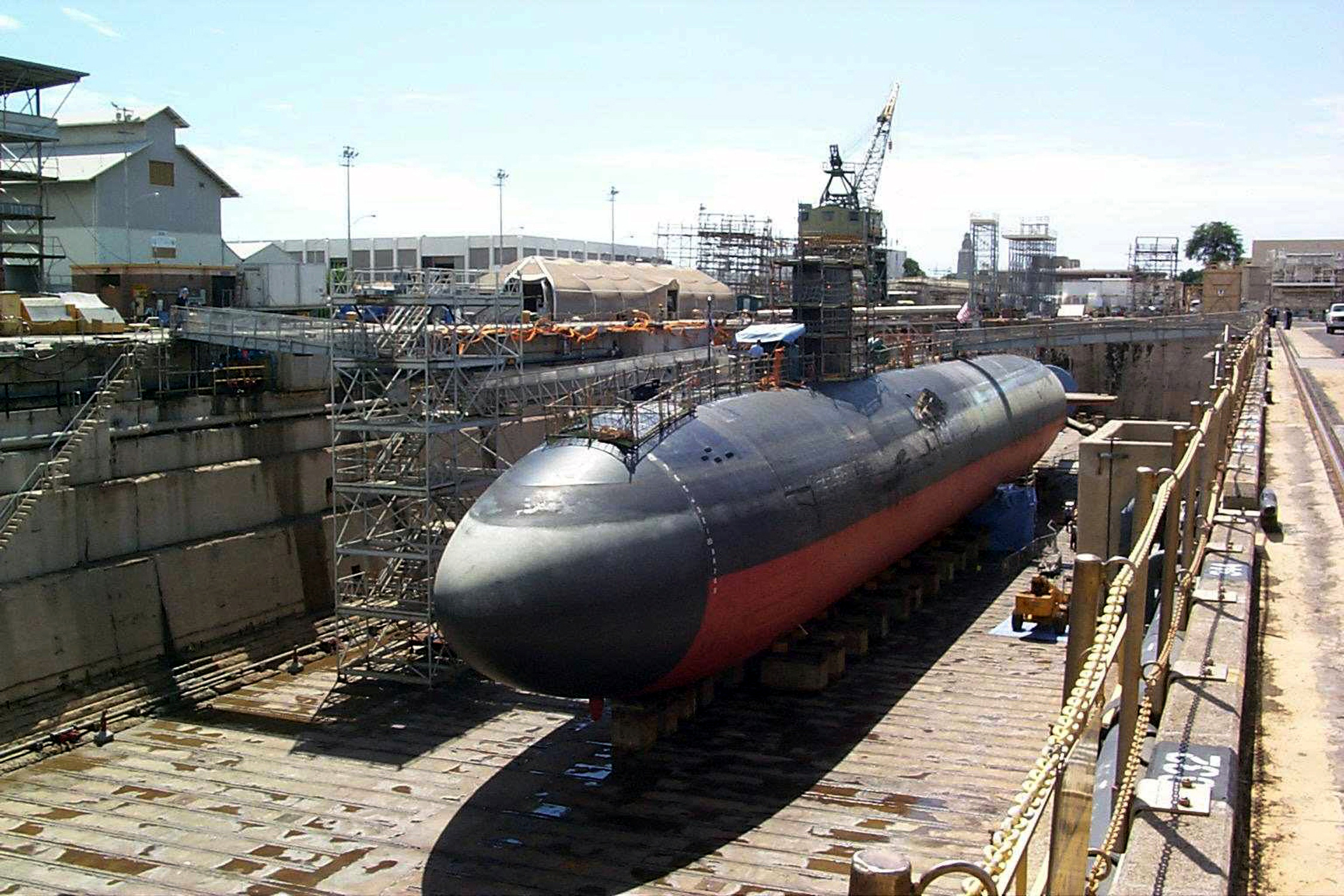
Figura 9. Doca seca
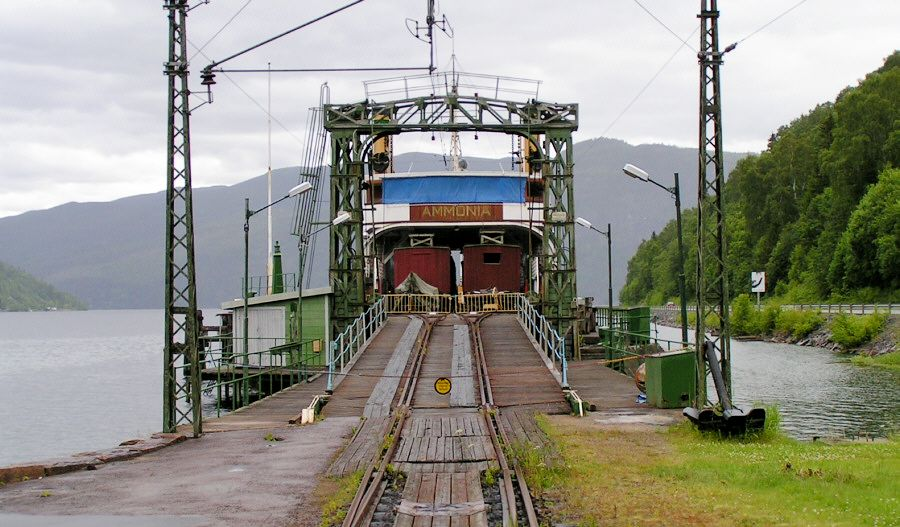
Figura 10. Ferry slip
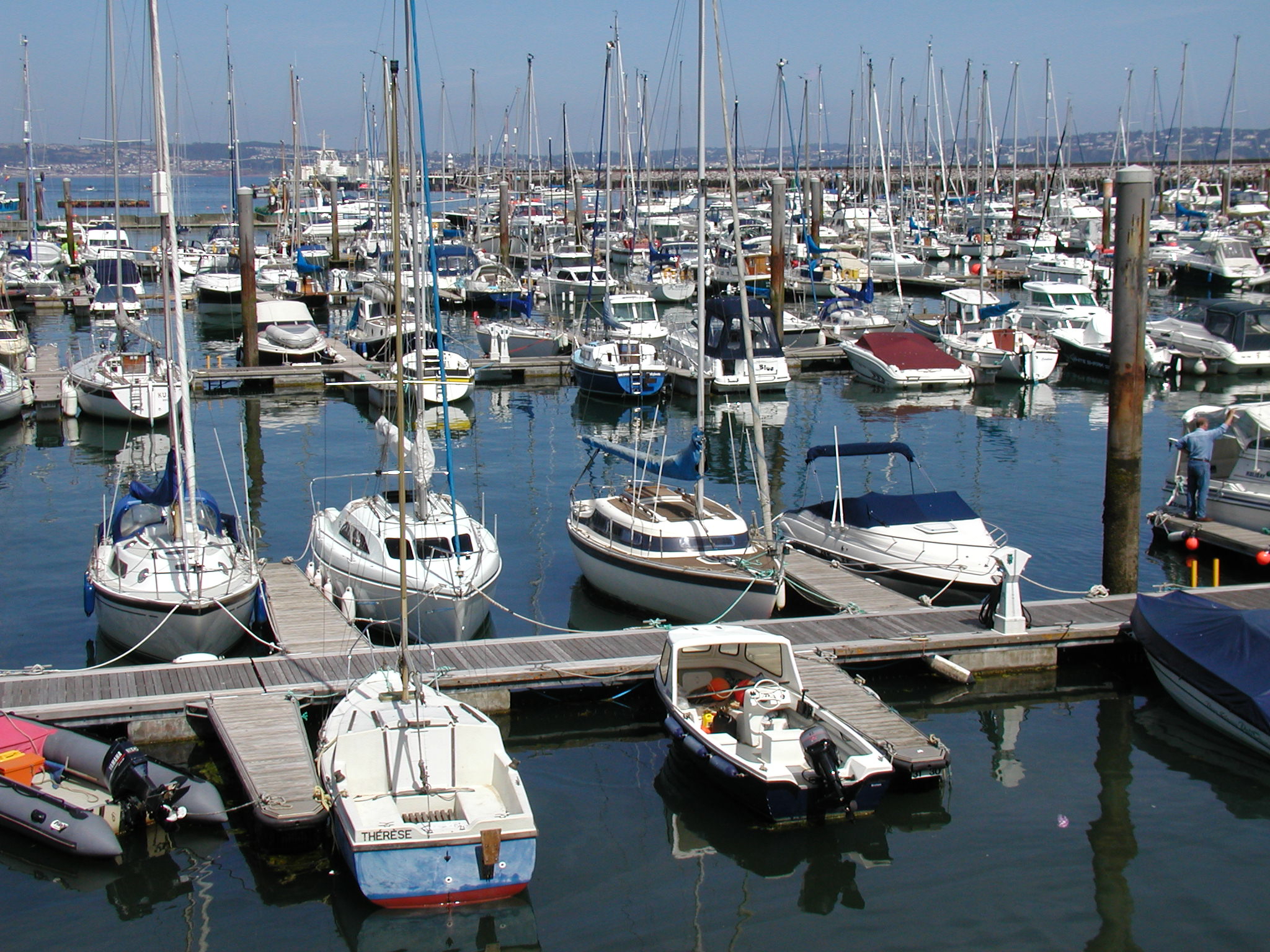
Figura 11. Marina de Brixham, Inglaterra
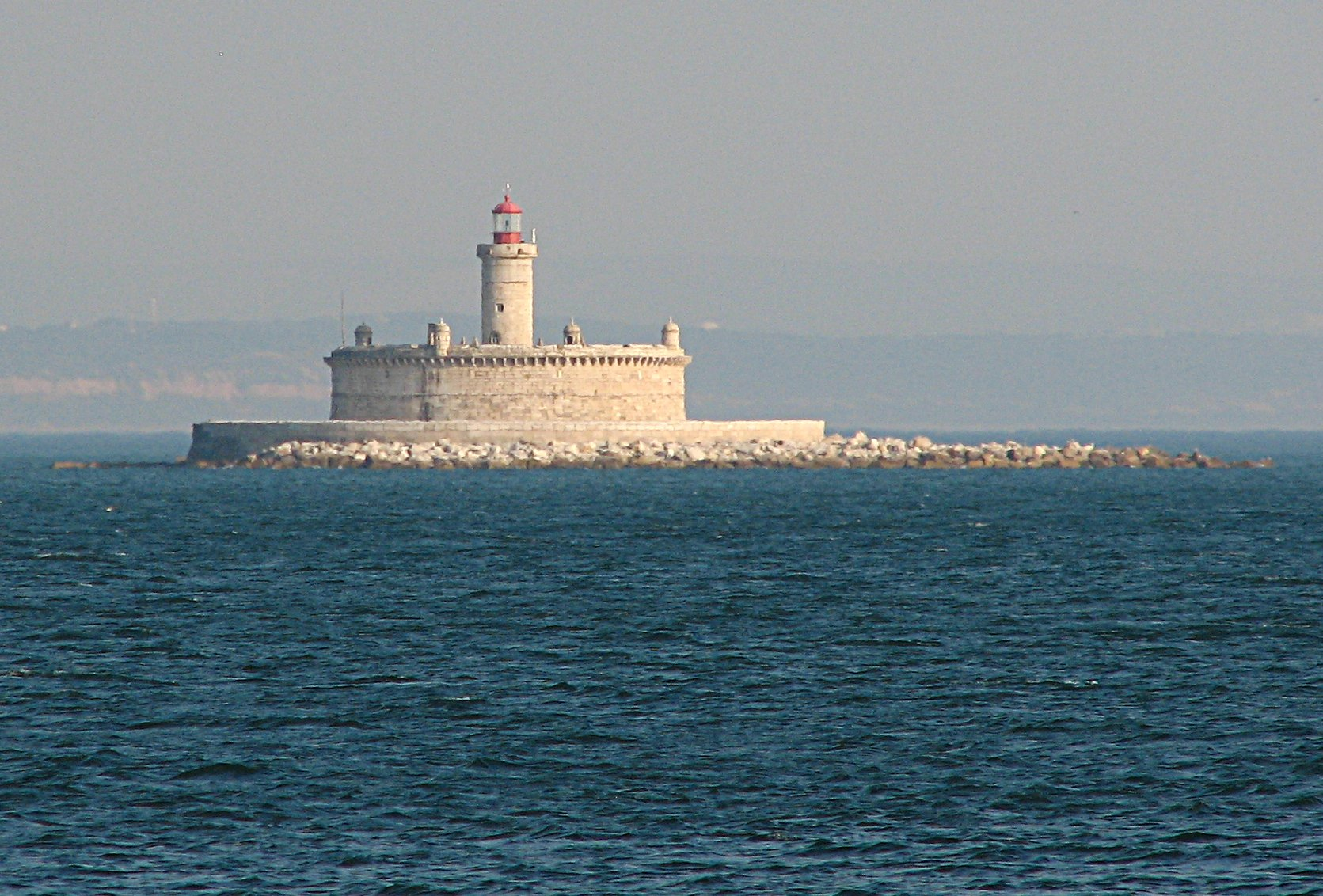
Figura 12. Farol do Bugio
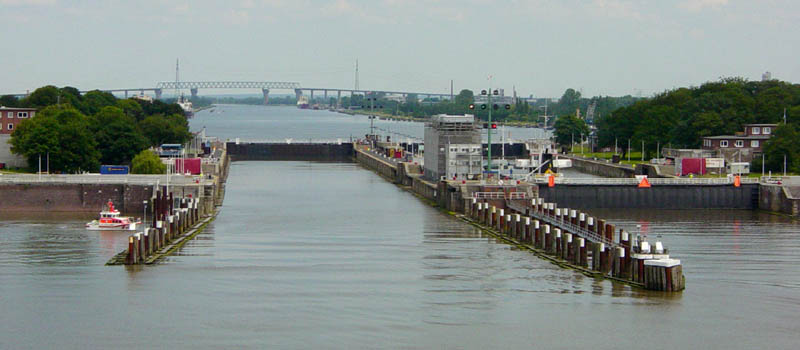
Figura 13. Comportas do Mar do Norte no Rio Elba, em Brunsbüttel
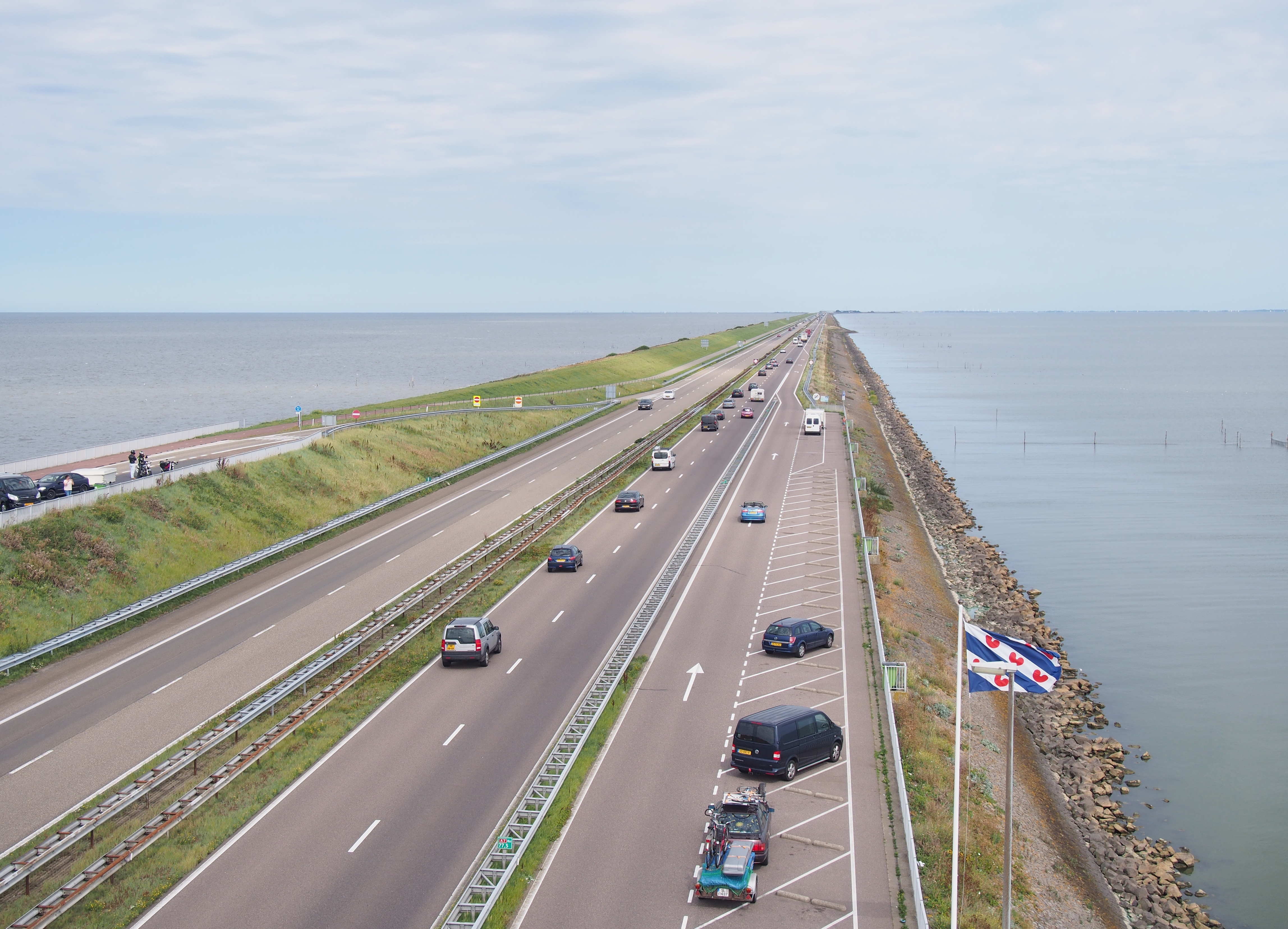
Figura 14. O dique Afsluitdijk nos Países Baixos
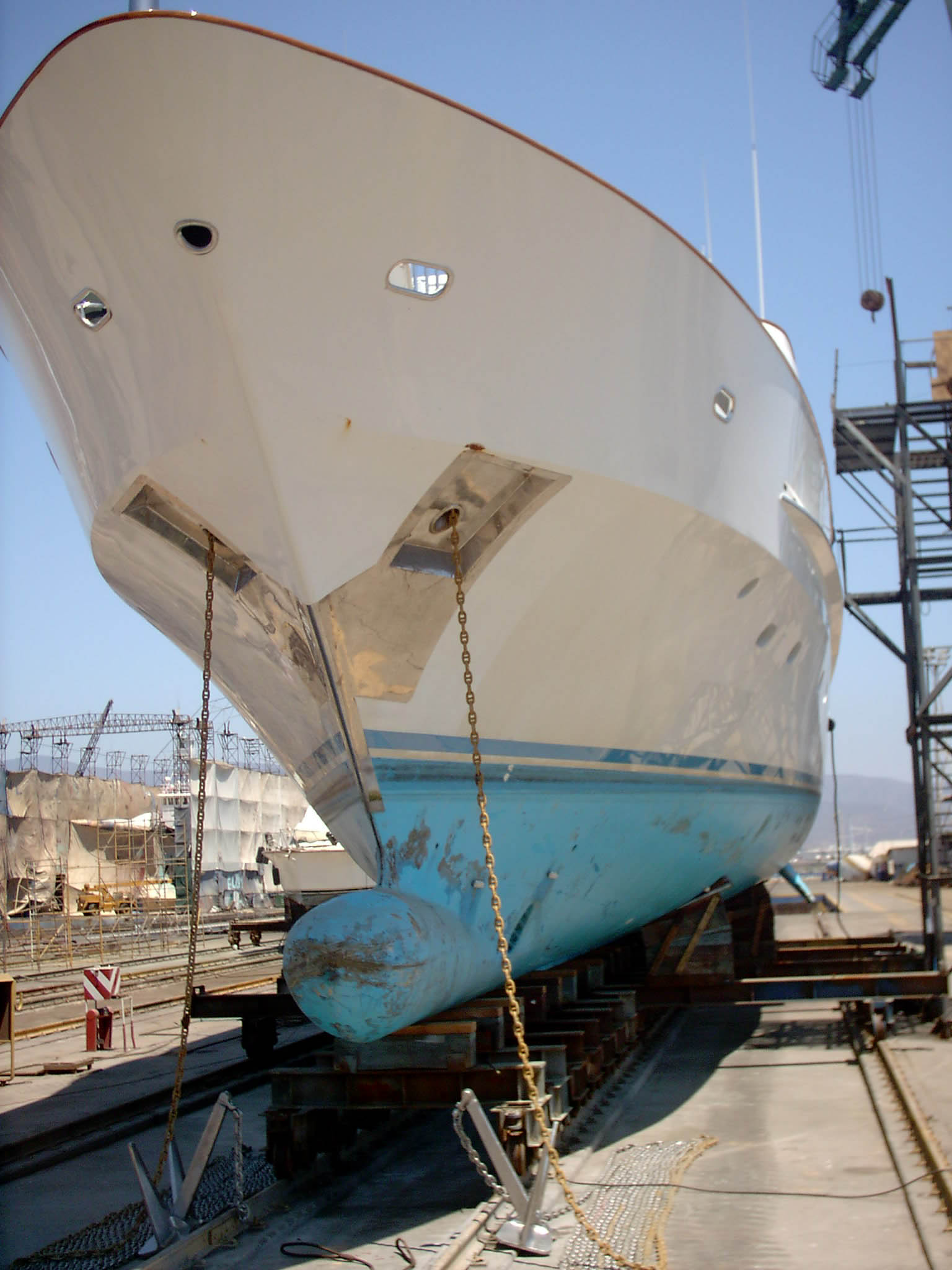
Figura 15. Doca seca para a construção naval